# Keiko Chiba
Pour les articles homonymes, voir Chiba (homonymie).
Keiko Chiba (千葉 景子, Chiba Keiko), née le 11 mai 1948 dans l'arrondissement de Hodogaya dans la ville de Yokohama (préfecture de Kanagawa), est une femme politique japonaise, ancienne membre du Parti démocrate du Japon (PDJ). 
Membre de la Chambre des conseillers, la chambre haute de la Diète du Japon, pour sa préfecture natale de 1986 à 2010, elle est ministre de la Justice du 16 septembre 2009 au 17 septembre 2010 dans les 93e puis 94e Cabinets du Japon, dirigés respectivement par Yukio Hatoyama et Naoto Kan.

## Formations et carrière professionnelle
Keiko Chiba suit sa scolarité dans le public, à Yokohama jusqu'au collège, tout d'abord à l'école primaire publique Sakuradai à Hodogaya de 1955 à 1961, puis au collège associé à la faculté des sciences éducatives de l'Université nationale de Yokohama dans l'arrondissement de Minami de 1961 à 1964. Elle fréquente ensuite le lycée associé de l'Université Tōkyō Gakugei à Shimoma dans l'arrondissement spécial de Setagaya à Tōkyō, de 1964 à 1967. Son cycle secondaire terminé, elle intègre la faculté de droit de l'Université Chūō, l'une des plus prestigieuses du Japon, dont elle sort titulaire d'un Bachelor of Laws (法学士, Hōgakushi) en 1971. Elle entame ensuite une carrière d'avocat et est admise au barreau de Yokohama en 1982.
Elle s'investit dans plusieurs affaires à hautes portées sociétales ou politiques. Elle défend notamment des riverains engagés en justice contre les nuisances sonores liées aux atterrissages et décollages d'appareils de la base aéronavale américaine d'Atsugi située à Ayase et Yamato, et participe à deux procès portant sur des erreurs médicales : celui de la maternité de Fujimi à partir de 1983 (sur des erreurs graves de diagnostic opérées en 1980 au département d'obstétrique et gynécologie de l'hôpital de Fujimi, dans la préfecture de Saitama) et celui, très médiatisé, de l'hôpital d'Utsunomiya (capitale de la préfecture de Tochigi) à partir de 1984 (portant sur une série de mauvais traitements infligés par le personnel médical, notamment le directeur, à des patients du département psychiatrique, incidents ayant notamment posé la question de la responsabilité du gouvernement et de la législation concernant les personnes atteintes de maladies mentales). Ces différentes affaires la rapprochent du monde politique, et notamment du Parti socialiste japonais (PSJ), alors principale force d'opposition du pays.

## Carrière politique

### Débuts dans les rangs socialistes
Elle est élue pour la première fois à la Diète du Japon sous les couleurs du PSJ lors du renouvellement de la moitié de la Chambre des conseillers du 6 juillet 1986. Candidate dans la préfecture de Kanagawa, où le sortant socialiste Shirō Takeda (en place depuis 1968 et âgé de 68 ans) ne se représentait pas, elle obtient 777 298 voix (soit 23,69 % des suffrages exprimés) et se place ainsi en deuxième position derrière son adversaire du Parti libéral-démocrate (PLD, le grand parti de la droite japonaise, majoritaire depuis sa création en 1955), Fumio Saitō, qui ne la devance que de moins de 30 000 bulletins et 0,89 points. Deux sièges étant à pourvoir dans la préfecture lors de ces élections, selon le principe du vote unique non transférable, Keiko Chiba entre donc à 38 ans à la chambre haute du parlement.
Elle remplit ensuite plusieurs responsabilités au parlement ou au sein du parti. Elle est ainsi portée à la présidence de la commission de l'audit de la Chambre des conseillers en août 1989 après la prise de contrôle de cette dernière par l'opposition au PLD menée par le PSJ. Elle fait également partie en 1989 d'un groupe de 133 personnalités politiques de l'opposition, dont la première secrétaire socialiste Takako Doi ou encore Naoto Kan, ayant signé une pétition destinée au nouveau président démocratiquement élu de la Corée du Sud Roh Tae-woo demandant la libération immédiate de plusieurs prisonniers politiques condamnés à mort par le précédent régime militaire de Chun Doo-hwan. Cette pétition leur sera a posteriori reprochée après la reconnaissance et l'expression d'excuse officielle le 17 septembre 2002 par le dirigeant nord coréen Kim Jong-il pour l'enlèvement par son pays de 13 citoyens japonais entre 1977 et 1983. En effet, parmi les espions de Pyongyang ayant participé à ces enlèvements, figurait Sin Gwang-su, l'un des condamnés dont la pétition demandait la relaxe. Cette affaire causa d'ailleurs en partie le mauvais score électoral du PSD dirigé par Takako Doi aux élections législatives de 2003. Keiko Chiba est encore interrogée sur le sujet lors d'une séance de la Commission du Budget de la Chambre des représentants le 5 novembre 2009 par la députée libérale-démocrate Tomomi Inada, à qui elle répond qu'elle n'avait pas réalisé à l'époque que Sin Gwang-su faisait partie de la liste.
Réélue lors du scrutin du 26 juillet 1992, elle obtient certes un plus faible score en nombre de voix qu'en 1986 (693 301) mais, l'abstention étant en réalité largement plus forte que six ans auparavant, l'augmente en part relative des suffrages exprimés (28,11 %) tandis que son écart avec Fumio Saitō se creuse légèrement (à 60 000 voix et 2,46 points). En 1993, elle participe à l'élaboration d'une proposition de loi préparée par tous les partis d'opposition afin de faciliter l'accès du public aux informations gouvernementales. Elle est l'une des vice-présidentes du PSJ sous la présidence de Tomiichi Murayama de mars 1993 à janvier 1996, et participe alors à sa transformation pour en faire le Parti social-démocrate (PSD).
En juin 1996, elle prend la présidence de la Commission spéciale à l'Environnement de la Chambre des conseillers. En janvier 1997, toutefois, elle décide de quitter le PSD, en désaccord avec la décision de ce dernier de se maintenir dans la majorité gouvernementale de grande coalition dominée par le PLD alors que le cabinet du Premier ministre Ryūtarō Hashimoto ne contient désormais que des ministres libéraux-démocrates. Elle rejoint alors le Parti démocrate du Japon (PDJ). Ce parti d'opposition avait été fondé quelques mois auparavant par environ la moitié des députés sociaux-démocrates et des dissidents d'un petit parti centriste et progressiste, le Nouveau Parti pionnier (NPP), sur le thème de la troisième voie et de la réforme de l'État par la décentralisation, la déconcentration, la dérégulation et l'affaiblissement du poids de la bureaucratie.

### Figure de l'opposition démocrate

#### Prise de marques au PDJ
Bien qu'ayant quitté le PSD, Keiko Chiba ne rompt pas totalement avec son passé social-démocrate et conserve de cette époque des soutiens importants au sein des syndicats, notamment de l'Union des Travailleurs municipaux et préfectoraux de tout le Japon (全日本自治団体労働組合, Zen-Nihon jichidantai rōdōkumiai), plus généralement appelé le Jichirō (自治労), et de la Confédération des syndicats ouvriers japonais (日本労働組合総連合会, Nihon Rōdōkumiai Sōrengōkai) ou Rengō (連合). Elle adhère également, au sein du PDJ, au Bureau de discussion pour un nouveau gouvernement (新政局懇談会, Shin-seikyoku kondankai) réunissant les anciens membres du PSJ puis PSD ainsi que ceux fortement liés aux syndicats du public.
Elle est réélue difficilement aux élections du 12 juillet 1998. En effet, elle obtient cette fois le troisième score (ce qui lui permet toutefois d'être réélue, la réforme électorale de 1994 ayant porté le nombre de sièges à pourvoir pour Kanagawa à trois à chaque renouvellement au lieu de deux) avec 510 371 voix (14,3 % des suffrages), en étant devancée par un autre candidat du PDJ, Keiichirō Asao (640 463 voix, 17,96 %), et la communiste Kimie Hatano (527 799 suffrages, 14,8 %). De plus, elle manque de peu de se faire éliminer puisqu'elle ne devance que de 7 600 voix et 0,2 point le candidat arrivé en quatrième position, l'indépendant (et l'un des rares, sinon le seul, hommes politiques japonais d'origine étrangère, en l'occurrence finlandaise) Marutei Tsurunen.
Elle se fait ensuite remarquer le 5 août 1999 en votant contre la loi reconnaissant le Nisshōki comme drapeau officiel et le Kimi ga yo comme hymne national du Japon. Le 1er octobre suivant, lorsque le PDJ, désormais principale force d'opposition, forme son premier contre-gouvernement, baptisé « Cabinet suivant » ou Next Cabinet (ネクスト・キャビネット, Nekusuto Kyabinetto), le président du parti, Yukio Hatoyama, y nomme Keiko Chiba « ministre suivante aux Affaires intérieures et aux communications, à l'Égalité des sexes et aux Droits de l'Homme ». Elle est chargée alors de contrer les membres des gouvernements successifs de Keizō Obuchi, Yoshirō Mori puis Jun'ichirō Koizumi chargés de ces questions (pour les affaires intérieures et les communications : dans un premier temps Kōsuke Hori qui est ministre de l'Intérieur d'octobre 1999 à juillet 2000 avant d'être remplacé par Mamoru Nishida jusqu'à décembre 2000, ainsi que les ministres des postes Eita Yashiro d'octobre 1999 à juillet 2000 puis Kōzō Hirabayashi jusqu'à décembre 2000, et Kunihiro Tsuzuki pour la Gestion et la Coordination d'octobre 1999 à décembre 2000, et dans un deuxième temps, après la réforme gouvernementale, le ministre des Affaires intérieures et des communications Toranosuke Katayama à partir de janvier 2001 ; pour l'égalité des sexes : Mikio Aoki d'avril à juillet 2000, Hidenao Nakagawa de juillet à octobre 2000 et Yasuo Fukuda à partir d'octobre 2000). C'est à cette époque, dès 1999, qu'elle commence à présenter chaque année (jusqu'en 2004, tandis qu'il s'agira de l'une de ses premières mesures une fois arrivée au ministère de la Justice) une proposition de loi visant à réformer le Code civil afin de permettre l'emploi du double patronyme (le nom de l'époux et celui de jeune fille de l'épouse) dans les couples unis devant la loi et pour les enfants nés hors mariage, et l'abaissement de l'âge légal pour pouvoir se marier de 20 à 18 ans. Elle présente également plusieurs textes pour la protection de l'enfance (notamment contre la pornographie et les délinquants sexuels, avec une loi adoptée en ce sens en 1999) et contre les violences domestiques. Elle occupe cette charge jusqu'au 8 septembre 2001, date à laquelle elle est nommée, toujours par Yukio Hatoyama, vice-présidente du PDJ.

#### Ministre suivante de la Justice
Mais c'est surtout sur les dossiers judiciaires qu'elle se fait remarquer au sein de l'opposition. Ainsi, elle est à nouveau membre du Cabinet suivant chargée de la Justice dans celui de Naoto Kan du 17 décembre 2002 au 10 décembre 2003 et dans ceux de Seiji Maehara puis Ichirō Ozawa du 20 septembre 2005 au 24 septembre 2006. Libérale en matière d'immigration et de droits des étrangers, elle s'oppose aux politiques restrictives des gouvernements libéraux-démocrates successifs. Ainsi, elle critique le 7 avril 2004 le système des rapports aux étrangers illégaux mis en place par le Bureau de l'Immigration du ministère de la Justice et, six jours plus tard, lors d'une séance de la commission de la Justice de la Chambre des conseillers, elle en appelle à envisager une société ouverte aux étrangers et à renoncer à un traitement répressif de l'immigration illégale. Au printemps 2006, elle critique la réforme de la loi sur le contrôle de l'immigration et la reconnaissance des réfugiés, et notamment le projet d'enregistrer les empreintes digitales des candidats à l'entrée au Japon. Elle est en novembre suivant l'une des figures d'un mouvement visant à casser la décision d'expulsion d'un Iranien en situation irrégulière émise par le Bureau de l'Immigration. Venant d'une préfecture à forte proportion de population étrangère, notamment coréenne, elle soutient activement l'obtention du droit de vote aux élections locales pour ces derniers (position qu'elle réaffirme en assistant à l'assemblée générale du Mindan, ou « Union des résidents coréens du Japon » représentant essentiellement les ressortissants sud-coréens au Japon, du 16 août 2008, après avoir assisté la veille aux cérémonies célébrant le 63e Gwangbokjeol, ou « Jour de la libération » en coréen), la révision de la Loi sur la nationalité afin de rendre les conditions de régularisations plus souples et le principe de la double nationalité. Secrétaire général du groupe interparlementaire supportant les activités d'Amnesty International, elle est également une opposante à la peine de mort.
Elle est réélue à la Chambre des conseillers pour la quatrième fois le 11 juillet 2004. Elle arrive une nouvelle fois en troisième position, mais avec un score plus important que les fois précédentes. Elle obtient ainsi 843 759 voix et 23,03 % des suffrages exprimés, arrivant derrière le libéral-démocrate Akio Koizumi (1 217 100 bulletins et 33,22 %) et son collègue démocrate Keiichirō Asao (856 504 voix et 23,38 %). Dans le cadre de la campagne, deux dirigeants du Syndicat des Transporteurs municipaux de Kawasaki membres de son équipe sont arrêtés pour un scandale de corruption lié à la collecte de votes pour elle. Ils sont tous deux condamnés à 18 mois de prison et à 5 ans de privation des droits civils. Elle a soutenu lors de l'élection du président du PDJ du 17 septembre 2005 Naoto Kan contre le candidat de la jeune garde du parti, Seiji Maehara (43 ans). Ce dernier l'emporte finalement de peu, par 96 voix contre 94 et 2 abstentions. Quelques mois plus tard, le 7 avril 2006, elle soutient Ichirō Ozawa contre Naoto Kan, et c'est cette fois son candidat qui l'emporte par 119 voix contre 72.

### Ministre de la Justice

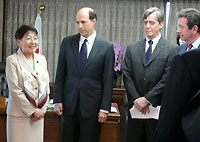
La nouvelle ministre de la Justice, Keiko Chiba, rencontre plusieurs ambassadeurs étrangers au Japon le 16 octobre 2009

Après la victoire du PDJ aux élections législatives du 30 août 2009, le nouveau Premier ministre, Yukio Hatoyama, la nomme ministre de la Justice le 16 septembre suivant. Elle est reconduite au même poste le 8 juin 2010 par le successeur de Hatoyama, Naoto Kan, et y reste jusqu'au remaniement du 17 septembre 2010.
Dès sa nomination, elle se fixe pour priorité de préparer un projet de loi réformant le Code civil afin d'abaisser l'âge légal du mariage à 18 ans, d'établir la possibilité du double patronyme et d'abolir le délai de 6 mois imposé aux femmes avant qu'elles puissent se remarier à la suite d'un divorce, dans le but de le présenter dès l'ouverture de la session de janvier 2010 de la Diète. Une forte opposition à ce projet de la part de l'un des partenaires du PDJ au sein de la coalition au pouvoir, le NPP (socialement plus conservateur), a toutefois repoussé son passage devant la Diète que Keiko Chiba souhaite néanmoins voir se concrétiser avant la fin de l'année 2010. Lorsqu'elle quitte le ministère, son projet n'a toutefois toujours pas été soumis au Parlement.
Elle se dit également vouloir réserver un « traitement chaleureux » aux immigrants illégaux lorsqu'ils résident dans le pays depuis longtemps, sont travailleurs et prennent part à la vie de leur collectivité locale. Elle offre en ce sens le 9 octobre 2009 un permis de résidence spécial à deux sœurs chinoises, âgées de 21 et 19 ans et vivant au Japon depuis 1997 jusqu'à ce que le visa accordé à leurs parents soient remis en question en 2003 et la justice finisse par confirmer leur expulsion en 200] (leurs parents étant d'ores et déjà repartis en Chine avec leur dernière fille, née au Japon, tandis que les deux aînées vivaient depuis une situation précaire afin de continuer leur scolarité secondaire dans la préfecture d'Ōsaka sans finir dans un centre de détention pour étrangers en situation irrégulière)[réf. nécessaire]. Elle permet aussi en janvier 2010 à l'équipe féminine de Corée du Nord d'obtenir des visas pour venir disputer ses matchs de la Coupe d'Asie de l'Est de football devant se tenir en février 2010 à Tōkyō, malgré les interdictions systématiques appliquées à l'entrée des ressortissants de la RPDC en raison des sanctions décidées par le Japon et de l'opposition d'un autre membre du gouvernement, le président de la Commission nationale de sécurité publique également chargé de la Question des Enlèvements de Japonais par le Régime de Pyongyang Hiroshi Nakai. Elle se positionne à cette occasion pour rendre plus flexible ces interdictions en ne les limitant notamment qu'aux seuls officiels[réf. nécessaire]. Elle s'exprime de même en faveur de l'application des recommandations du Haut Commissariat des Nations unies pour les réfugiés et de l'application de la promesse de campagne des démocrates de rendre les interrogatoires de police plus transparents notamment en les enregistrant par vidéo (prévoyant un voyage en Corée du Sud afin d'étudier un système similaire mis en place dans ce pays). Au milieu du mois de juin 2010, elle propose dans un rapport la création d'une commission extra-gouvernementale (composée de personnalités de la société civile, notamment avocats, représentants d'ONG et universitaires, y compris des étrangers) chargée de lutter contre les violations des droits de l'Homme. Une telle idée avait déjà été avancée en 2002 mais retirée en 2003 à la suite de vives critiques de la part des principaux médias (car le projet de loi prévoyait alors des restrictions à leur égard) mais aussi des associations et partis d'opposition (dont le PDJ à l'époque) qui mettaient en avant le manque d'indépendance à l'égard du ministère de la Justice (par ailleurs responsable des bureaux des procureurs et de l'immigration, deux administrations devant être surveillées par cette commission). La proposition de Keiko Chiba prévoit quant à elle justement de rattacher la commission au Bureau du Cabinet et non plus au ministère de la Justice.
Toutefois, elle reste vague quant à ses intentions concernant la peine capitale, celle-ci restant largement soutenue par l'opinion publique, et déclare : « Je suis consciente que l'une des tâches du ministre de la Justice est d'autoriser les exécutions. Il y a autour du monde des arguments variés sur la peine de mort. Je vais m'y atteler avec prudence », tout en appelant les juges civils (compétents dans les affaires dont l'enjeu est la peine capitale) à « comprendre le sérieux de la condamnation à mort » ou en reconnaissant l'établissement d'une perpétuité incompressible pour la remplacer comme « quelque chose auquel il faut penser ». Quoi qu'il en soit, le Yomiuri Shinbun, grand quotidien conservateur, critique la nomination d'une ministre connue pour ses volontés abolitionnistes : « Il est irresponsable et impardonnable si le ministre de la Justice - en se fondant sur ses convictions personnelles - ignore le fait que la nation a un système de peine capitale ». Malgré ses prises de position passées, et tout en ne revenant pas sur son opposition de principe, Keiko Chiba donne son accord pour la première fois depuis son arrivée à ce poste pour l'exécution de deux condamnés opérée le 28 juillet 2010. Elle a assisté à la pendaison (déclarant qu'« il était de [son] devoir » de le faire), de mémoire la première fois qu'un ministre de la Justice se serait rendu à une exécution selon le ministère. Dans la conférence de presse suivant cette mise à mort, Keiko Chiba annonce vouloir mettre en place un groupe d'étude chargé de réfléchir à l'avenir de la peine de mort au Japon (et à la question de son éventuelle abolition) ainsi que l'ouverture à une visite des médias, pour la première fois de l'histoire de l'archipel, des chambres d'exécution de la maison de détention.
De nouveau candidate lors des élections à la Chambre des conseillers du 11 juillet 2010, elle n'est pas réélue en arrivant en quatrième position pour trois sièges à pourvoir au vote unique non transférable avec 696 739 voix soit 17,87 % des suffrages exprimés dans la préfecture de Kanagawa. Elle souffre essentiellement de la division de l'électorat démocrate entre elle et l'autre sortant du parti, Yoichi Kaneko, qui lui est élu en troisième position avec 19,11 % des suffrages. En revanche, le principal parti d'opposition, le PLD, a choisi de concentrer ses forces derrière un unique candidat, Akio Koizumi, réélu avec le meilleur score soit 25,19 %. Elle a souffert également de la perte de popularité du gouvernement (qui s'est traduit sur le plan national par une contre-performance électorale pour le PDJ et la perte de la majorité absolue à la chambre haute) ainsi que de la percée électorale de Votre Parti qui réussit à faire élire dans la préfecture de Kanagawa son candidat Kenji Nakanishi,. Bien que n'étant plus parlementaire, le Premier ministre Naoto Kan décide de la maintenir à son poste de ministre de la Justice, cela jusqu'au remaniement du 17 septembre 2010 qui fait suite à la réélection de Kan à la tête du PDJ trois jours auparavant. Elle est remplacée par le conseiller Minoru Yanagida, et quitte le devant de la scène politique, n'ayant plus de mandat électif.

### Autorité toujours écoutée pour la justice
Elle n'en reste pas moins activement associée à la politique judiciaire du gouvernement, même après son retrait. Ainsi, lorsqu'une mission chargée de conseiller le ministère de la Justice sur une réforme du statut et de l'organisation des procureurs au Japon le 4 novembre 2010, Keiko Chiba est placée à sa tête. Cette équipe de réflexion, qui comporte de nombreuses personnalités critiques du système existant, a été mise en place à la suite du scandale ayant conduit à l'arrestation de trois procureurs publics du district d'Ōsaka. En effet, un procureur général de l'équipe spéciale d'investigation de ce Bureau avait été arrêté en octobre précédent, étant soupçonné d'avoir réécrit des données sur une disquette saisie comme preuve éventuelle dans le cadre d'une affaire de fraude postale. Deux autres procureurs qui le supervisaient avaient également été mis en examen pour l'avoir potentiellement couvert.